# しりぞけ、もの悲しき影
『しりぞけ、もの悲しき影』（しりぞけ、ものかなしきかげ、独: Weichet nur, betrübte Schatten）BWV202は、ヨハン・ゼバスティアン・バッハが作曲した世俗カンタータの一つ。通称は「結婚カンタータ」（独: Hochzeitskantate）。成立年代は不明で、親しい知人の結婚式を祝うための作品であったと考えられている。全9曲からなり、ギリシャ神話を題材にした上品な作品で、ソプラノ用の独唱曲であることから、数多くのソプラノ歌手が挑戦してきた作品である。

## 概要
孫弟子のヨハネス・リンクの筆写譜で伝承されている。リンクは「1730年」と記載しているが、それは筆写した年であって初演の年ではないといわれる。作品のスタイルを勘案すると、実際の成立はもっと古く、ケーテン時代(1717年 - 1723年)に遡るとするのが定説である。さらに遡ってヴァイマル時代の作品である可能性を示唆する学者もいる。
したがって台本作者も不明である。ヴァイマル時代であればザロモン・フランクが最有力候補だが、物的証拠はまったくない。ケーテン時代であれば、台本作者が判明したケーテン時代のカンタータは一曲もないので、まったく手がかりがない状態である。山野に春が到来し、ギリシャ神話の神々が恋人達を結婚に誘う台本となっている。登場人物の相克や調和といった劇的なストーリー展開はなく、同じ舞台で起きた出来事を時系列で追いながら、前半は神々の力による愛の成就、後半は結婚後の将来に対する教訓を展開している。
器楽はオーボエ1本と弦楽器、通奏低音という必要最低限のもの。したがって予算や演奏者に糸目をつけない名士相手の作品とは考えられない。ごく親しい知人の旅立ちに花を添える作品であろうと推察されている。成立年代が判明していないため、この作品を贈られた夫婦も判明していない。

## 楽曲構成

### 第1曲アリア『しりぞけ、もの悲しき影』(Weichet nur, betrübte Schatten)
ソプラノ・オーボエ・弦楽器・通奏低音、ト長調、4/4拍子
ダカーポの緩急緩3部からなるアリア。両端部は弦楽器の上昇分散和音のオスティナートにオーボエとソプラノの不安定なメロディが乗せられる。春の到来とともに晴れる冬の霧を表現したものといわれる。一方でソプラノの旋律は、甘美ながら伴奏と不協和音で交錯する。これは春から追放される悲しみ…霜と北風を表現したもの。曲が進むにつれ、軋んだ不協和音がほぐれ、調和しながらオーボエの間奏に移る。中間部に入ると、春の女神フローラの到来を告げ、活発なアンダンテに切り替わる。最初の歌唱では伴奏が沈黙するが、反復を繰り返すうちに伴奏が華やいでくる。3回反復する『フローラは花々を運び来る』(Denn sie träget Blummen zu)の歌詞どおり、伴奏が咲き乱れ、ソプラノの旋律も最高音に到達する。

### 第2曲 レチタティーヴォ『世は装いを新たにし』(Der Welt wieder neu)
ソプラノ・通奏低音
冬から春に装いを一変させた世界を讃える。冬の終わりを告げる結句ではアリオーソに変わる。

### 第3曲 アリア『フェーブスは駿馬を駆り』(Phoebus eilt mit schnellen Pferden)
ソプラノ・通奏低音、ハ長調、12/8拍子
これもダカーポだが、インテンポで突っ切る。太陽神フェーブス(アポロン)が駆る駿馬の足音を模した通奏低音の走句に乗せて、フェーブスの登場を明朗に伝える。中間部では短調に転じ、フェーブスの魂胆を明らかにする。いわく、春の大地を娶るためだ、と。

### 第4曲 レチタティーヴォ『アモールは満足を捜し』(Drum sucht auch Amor sein Vergnügen)
ソプラノ・通奏低音
短いレチタティーヴォは、セッコの前半とアリオーソの後半に分かれる。前半では愛の神アモールの覚醒を告げる。後半のアリオーソは、地上の花の如く、愛に満たすアモールの力を示す。

### 第5曲 アリア『春風吹き渡るとき』 (Wenn die Frühingslufte streichen)
ソプラノ・ヴァイオリン・通奏低音、ホ短調、4/4拍子
唯一の短調曲。軽やかに舞う独奏ヴァイオリンを供に、春風に乗ってカップルを探すアモールを追う。この曲はダカーポではなく、6行詩の各行を122-344-566の順に反復する。アモールの悪戯で愛情を深めるカップルの様が歌いこまれ、神々は舞台を新郎新婦に明け渡す。

### 第6曲 レチタティーヴォ『それは幸いなり』(Und dieses ist das Glücke)
ソプラノ・通奏低音
ここで曲に歌われる者は神々から新婚の夫婦に切り替わる。新郎と新婦の魂の結晶へ、アリオーソの祝福が贈られる。ソプラノの音程も高く設定され、特に「祝福」(Segen)には上昇する長いメリスマが施され、最高音に達する。

### 第7曲 アリア『愛の修練もて』(Sich üben im Lieben)
ソプラノ・オーボエ・通奏低音、ニ長調、3/8拍子
パスピエのリズムに乗せた明るいダカーポのアリアである。両端部では喜ばしい日常を得るために愛の修練を勧める。間奏をはさんで短調に転じる中間部では、笑いの絶えない生気の泉たる家庭を築く意義を、かしこまらずユーモラスな曲調で夫婦に伝える。

### 第8曲 レチタティーヴォ『純粋なる愛の結束は』(So sei das Band der keuschen Liebe)
ソプラノ・通奏低音
将来必ず訪れる苦難の時も、共に心合わせて乗り切ることを願う教訓的な語り。苦難を象徴する「落雷」(Donnerknall)の単語には激しいソプラノと伴奏の走句がつくが、克服を確信する行末では平穏なセッコに戻る。

### 第9曲 アリア「満足のうちに思い見よ』(Sehet in Zufriedenheit)
ソプラノ・オーボエ・弦楽器・通奏低音、ト長調、2/2拍子
全楽器によるガボットのアリア。音楽の構造は簡潔で、オーボエと第一ヴァイオリンを主旋律とする前奏部、主旋律をソプラノに変えたうえで詩を2回反復する歌唱部、前奏をそのまま反復する後奏部からなり、結果的に同じメロディが3回繰り返される。歌詞では喜びの時を糧に愛の花が開くことを祈念する。かつてモダン楽器での演奏が盛んだった頃は、この曲を結婚式場や披露宴会場からの退場曲になぞらえ、演奏時のディミヌエンドや録音時のフェードアウトを意図的に行う演出が一部で見られた。